# Theotima
Theotima es un género de arañas araneomorfas de la familia Ochyroceratidae. Se encuentra en el Asia, Sudamérica y África.

## Lista de especies
Según The World Spider Catalog 14.5:
- Theotima elva Gertsch, 1977 — México
- Theotima fallax Fage, 1912 — Cuba, St. Vincent, Venezuela
- Theotima galapagosensis Baert & Maelfait, 1986 — Islas Galápagos
- Theotima jeanneli Machado, 1951 — Angola
- Theotima kivuensis Machado, 1964 — Congo
- Theotima lawrencei Machado, 1964 — Congo
- Theotima makua Gertsch, 1973 — Hawái
- Theotima martha Gertsch, 1977 — México
- Theotima mbamensis Baert, 1985 — Camerún
- Theotima minutissima (Petrunkevitch, 1929) — América Tropical, Asia, and Pacific Islands
- Theotima mirabilis Machado, 1951 — Angola
- Theotima moxicensis Machado, 1951 — Angola
- Theotima pura Gertsch, 1973 — México
- Theotima radiata (Simon, 1891) — Cuba, Puerto Rico, Venezuela
- Theotima ruina Gertsch, 1977 — México
- Theotima tchabalensis Baert, 1985 — Camerún